# Маклин, Дон (певец)
Дон Макли́н (Макле́йн; англ. Don McLean [məˈkleɪn] ; род. 2 октября 1945, Нью-Рошелл, штат Нью-Йорк, США) — американский певец и музыкант, исполнитель собственных песен, всемирную известность которому принесли в начале 1970-х годов синглы: «American Pie» (о Бадди Холли) и «Vincent», которая являлась любимой песней знаменитого рэпера Тупака Шакура, посвящение Винсенту Ван Гогу (о втором из этих двух хитов в свою очередь была написана песня: «Killing Me Softly with His Song», ставшая знаменитой в исполнении Роберты Флэк).
В последующих работах Маклин сознательно отказался следовать путём, который вывел его к массовому успеху, и в середине 1970-х годов потерял контракт с United Artists. Интерес к творчеству певца возник вновь в 1980 году, после выхода альбома Chain Lightning; кавер на «Crying» Роя Орбисона вновь вывел его в чарты. Но и это «возрождение» оказалось недолгим: начиная с 1983 года Маклин, не имея контракта, в течение нескольких лет зарабатывал себе на жизнь гастролями, неохотно исполняя «American Pie» и ориентируясь уже, скорее, не на фолк-, а на кантри-аудиторию.
Позже он вновь оказался в центре внимания критики: высокие оценки получили альбомы For the Memories (1990, сборник поп-, кантри- и джаз-каверов) и River of Love (1995), альбом авторского материала.

## Детство и юность
Дональд Маклин III родился в Нью-Рошелле, пригороде Нью-Йорка, 2 октября 1945 года. Он с раннего детства интересовался музыкой и уже в подростковом возрасте обзавёлся гитарой. Также пробовал вместе с сестрой заниматься оперным пением; часто посещал бассейн. Всё это ему очень пригодилось в карьере вокалиста.
В 13 лет Дон был разносчиком газет. Тогда же в 1959 году в авиакатастрофе погиб Бадди Холли. Газетные заголовки, которые он видел, послужили поводом к написанию его самой популярной песни «American Pie». В 1961 Маклин увлёкся фолком и окончательно решил стать профессиональным музыкантом.

### Наши дни
«Что значит "American Pie"? Это значит, что мне больше нет необходимости работать».
Дон Маклин, 1998.

Роберт Димери «1001 альбом который нужно услышать»

## Дискография

### Альбомы
| Год  | Заголовок                                    |
| ---- | -------------------------------------------- |
| 1970 | Tapestry                                     |
| 1971 | American Pie                                 |
| 1972 | Don McLean                                   |
| 1973 | Playin Favorites                             |
| 1974 | Homeless Brother                             |
| 1976 | Solo (LIVE)                                  |
| 1977 | Prime Time                                   |
| 1978 | Chain Lightning                              |
| 1981 | Believers                                    |
| 1982 | Dominion (LIVE)                              |
| 1987 | Love Tracks                                  |
| 1989 | For the Memories Vols I & II                 |
| 1989 | And I Love You So                            |
| 1990 | Headroom                                     |
| 1991 | Christmas                                    |
| 1995 | The River of Love                            |
| 1997 | Christmas Dreams                             |
| 2001 | Sings Marty Robbins                          |
| 2001 | Starry Starry Night (LIVE)                   |
| 2003 | You’ve Got to Share Songs for Children Album |
| 2003 | The Western Album                            |
| 2004 | Christmastime!                               |
| 2005 | Rearview Mirror: An American Musical Journey |
| 2009 | Addicted to Black                            |
| 2018 | Botanical Gardens                            |

### Сборники
| Год  | Заголовок альбома                       |
| ---- | --------------------------------------- |
| 1980 | The Very Best of Don McLean             |
| 1987 | Don McLean's Greatest Hits · Then & Now |
| 1991 | The Best of Don McLean                  |
| 1992 | Favorites and Rarities                  |
| 2003 | Legendary Songs of Don McLean           |
| 2007 | The Legendary Don McLean                |
| 2008 | American Pie & Other Hits               |